# Nadja Vogel (Skirennfahrerin)
Nadja Vogel (* 7. August 1990) ist eine Schweizer Skirennfahrerin und ehemalige Grasskifahrerin. Als Mitglied der Schweizer Grasski-Nationalmannschaft nahm sie von 2005 bis 2007 an internationalen Grasski-Wettkämpfen teil. In diesen drei Jahren gewann sie drei Weltcup- und vier FIS-Rennen und erreichte einmal den dritten Platz im Gesamtweltcup. Bei nur zwei Weltmeisterschaften gewann sie sechs Gold- und zwei Bronzemedaillen, womit sie zu den erfolgreichsten Grasskifahrerinnen gehört. Zudem wurde sie achtfache Juniorenweltmeisterin. Nach der Weltmeisterschaft 2007, bei der sie alle vier Rennen gewinnen konnte, beendete Vogel ihre Grasski-Karriere und startet seither ausschliesslich bei alpinen Skirennen.

## Karriere

### Grasski
Vogel bestritt Ende Mai 2005 in Urnäsch ihre ersten FIS-Rennen im Grasskilauf. Dabei erreichte sie im Riesenslalom und im Super-G auf Anhieb den zweiten Platz und im Slalom Rang vier. Zwei Wochen später fuhr sie bei den FIS-Rennen in Traisen in allen drei Wettbewerben auf das Podest. In ihrem ersten Weltcuprennen, dem Slalom von L’Aquila am 18. Juni 2005, erreichte die damals erst 14-jährige Schweizerin den zweiten Platz hinter der österreichischen Rekordsiegerin Ingrid Hirschhofer. Am nächsten Tag kam sie im zweiten Slalom jedoch nicht ins Ziel. In der folgenden Woche gewann sie zwei FIS-Rennen in Chiomonte, und Anfang Juli fuhr sie in Marbachegg in beiden FIS-Rennen unter die besten drei. Bei den nächsten Weltcuprennen am 16. und 17. Juli in Forni di Sopra feierte die junge Schweizerin im ersten der beiden Super-Gs ihren ersten Weltcupsieg. Im zweiten Super-G wurde sie aber nur Zehnte und im Riesenslalom belegte sie Rang fünf. Im August kam sie in den FIS-Rennen von Branná noch dreimal auf das Podest. Mit diesen Erfolgen erreichte sie in der Saison 2005 hinter Ingrid Hirschhofer und der Italienerin Ilaria Sommavilla den dritten Platz im Gesamtweltcup. Bei der Juniorenweltmeisterschaft im Juli 2005 gewann Vogel zwei Goldmedaillen im Riesenslalom und im Super-G sowie zwei Silbermedaillen im Slalom und in der Kombination. Ebenfalls zweimal Gold gewann sie bei der Weltmeisterschaft 2005, die im September im iranischen Dizin ausgetragen wurde. Die erst 15-jährige Vogel siegte im Slalom und in der Kombination und wurde jeweils Dritte im Riesenslalom und im Super-G.
Die Saison 2006 begann Vogel im Juni mit den FIS-Rennen in Traisen. Dabei gewann sie den Slalom, wurde Zweite im Super-G und Siebente im Riesenslalom. Ihre nächsten Rennen bestritt sie bei der Juniorenweltmeisterschaft 2006 Ende Juli im tschechischen Horní Lhota u Ostravy, wo sie drei Goldmedaillen im Slalom, im Super-G und in der Kombination sowie Silber im Riesenslalom gewann. Eine Woche danach erreichte sie einen Sieg und weitere zwei Podestplätze in den FIS-Rennen von Urnäsch und Marbachegg. Vogels erstes Weltcuprennen in der Saison 2006 war der Slalom von Sattel am 26. August, den sie mit deutlichem Vorsprung gewann. Bei den nächsten Weltcuprennen Anfang September in Forni di Sopra wurde sie jeweils Zweite im Riesenslalom und im zweiten Super-G sowie Fünfte im ersten Super-G. Im Gesamtweltcup fiel die Schweizerin jedoch auf Platz zehn zurück.
In der Saison 2007 nahm Vogel nur an den Weltcuprennen in der Schweiz teil. In Marbachegg wurde sie jeweils Zweite im Riesenslalom und im Super-G, und in Sattel konnte sie den zweiten Slalom für sich entscheiden. Im Gesamtweltcup belegte sie mit diesen drei Ergebnissen den achten Rang, an FIS-Rennen nahm sie in diesem Jahr nicht teil. Ihre Stärke bewies die Schweizerin vor allem bei den Grossveranstaltungen der Saison. Bei der Juniorenweltmeisterschaft 2007 Anfang August in Welschnofen gewann sie wie schon im Vorjahr dreimal Gold im Slalom, im Super-G und in der Super-Kombination. Im Riesenslalom kam sie jedoch nicht ins Ziel. Den grössten Erfolg ihrer Karriere feierte sie einen Monat später bei der Weltmeisterschaft 2007 in Olešnice v Orlických horách. Als dritte Läuferin nach Ingrid Hirschhofer (1993) und Paola Bazzi (1997 und 1999) konnte Nadja Vogel alle Wettbewerbe einer Weltmeisterschaft für sich entscheiden. Dieser Triumph stellte das Ende ihrer Karriere im Grasskisport dar, danach nahm sie an keinen Rennen mehr teil.

### Ski Alpin
Seit Dezember 2005 nimmt Vogel an FIS-Rennen im Alpinen Skisport teil, bei denen sie im März 2006 erstmals unter die besten zehn fuhr. Seit 5. Januar 2007 startet sie auch im Europacup. Die ersten Punkte holte sie zwei Wochen später mit Rang 16 in der Abfahrt von St. Moritz. Im Februar desselben Jahres nahm sie am Europäischen Olympischen Winter-Jugendfestival 2007 in Jaca teil, wo sie Neunte im Riesenslalom und 17. im Slalom wurde. Bei den Juniorenweltmeisterschaften im März war ihr bestes Ergebnis der 22. Platz im Super-G und, am 7. April 2007 gelang ihr im Slalom der Liechtensteinischen Landesmeisterschaften der erste Sieg in einem FIS-Rennen.
In der Saison 2007/08 fuhr Vogel im Europacup nur einmal unter die besten 30. In FIS-Rennen gelangen ihr drei Siege, und bei den Schweizer Juniorenmeisterschaften erreichte sie den zweiten Rang in der Abfahrt. Bei den Juniorenweltmeisterschaften 2008 in Formigal belegte sie Platz 15 in der Abfahrt, ehe sie im Slalomtraining zu stürzte, einen Kreuzbandriss erlitt und die Saison beenden musste. Im Winter 2008/09 kam sie im Europacup wieder nur einmal unter die schnellsten 30, in FIS-Rennen gelangen ihr ein Sieg und weitere vier Podestplätze. Bei den Juniorenweltmeisterschaften 2009 in Garmisch-Partenkirchen belegte sie Platz 14 in der Abfahrt, Platz 15 im Super-G und Rang 16 im Riesenslalom. Bei den Schweizer Meisterschaften 2009 erreichte sie jeweils Platz vier im Slalom und in der Abfahrt.
Bei der Hallen-Europameisterschaft am 7. November 2009 erreichte Vogel als beste Schweizerin den neunten Rang. Eine Woche später gab sie im Slalom von Levi ihr Debüt im Weltcup. Als 60. des ersten Laufes verfehlte sie jedoch deutlich die Qualifikation für den zweiten Durchgang, und in diesem Winter blieb dies ihr einziger Weltcupeinsatz. Ihr bestes Europacup-Resultat in der Saison 2009/10 war ein 14. Platz in der Super-Kombination von Kvitfjell am 5. Dezember 2009. Bei den Juniorenweltmeisterschaften 2010 in der Region Mont Blanc wurde sie Vierte in der Kombinationswertung und Achte im Riesenslalom.
Am 27. November 2010 startete Vogel im Riesenslalom von Aspen zum zweiten Mal im Weltcup, fiel aber im ersten Durchgang aus. Wenige Tage später erreichte sie im zweiten Nor-Am-Cup-Riesenslalom am selben Ort den dritten Platz. Zwei weitere Podestplätze erzielte sie einen Monat später in den Nor-Am-Riesenslaloms von Sunday River, womit sie in der Saison 2010/11 den vierten Platz in der Riesenslalomwertung belegte. Im Europacup erreichte sie am 10. Dezember 2010 mit Platz 13 im Slalom von Gressoney ihr bisher bestes Resultat. Im Februar 2011 erlitt sie erneut einen Kreuzbandriss, womit diese Saison für sie vorzeitig beendet war.
In der Saison 2011/12 kam Vogel erstmals in mehreren Weltcuprennen zum Einsatz, konnte sich aber in keinem Rennen für den zweiten Durchgang qualifizieren. Im Europacup fuhr sie 2011/12 vier Mal unter die schnellsten 20. Im Europacup-Slalom 2013 in Bad Wiessee realisierte Vogel als Zweite ihren ersten Podestplatz und Mitte November in Levi als 23. ihre ersten Weltcuppunkte. Im Dezember 2014 erreichte sie in Hemsedal als Dritte ihren zweiten Podestplatz im Europacup-Slalom.
In den beiden FIS-Slaloms am 14./15. Februar 2015 in Thusis wurde sie zweimal Zweite. Im November des gleichen Jahres stürzte sie im Riesenslalomtraining in Vail schwer und zog sich einen Meniskusriss zu, womit sie vorzeitig in die Schweiz zurückkehren musste und die Weltcuprennen in Aspen verpasste. Am 20. Februar 2016 gewann sie den Slalom an den National Junior Championships in Tschappina, und am 17. März 2017 wurde sie im gleichen Wettbewerb auf dem Stoos Dritte im Super-G  hinter Michaela Wenig und Noémie Kolly.
Im April 2016 strich Swiss-Ski sie aus dem B-Kader, dem sie seit der Saison 2012/13 angehört hatte. Ab 2016 startete sie nur noch an FIS-Rennen und erreichte mehrere Podestplätze, darunter die Siege in den Slaloms am 8. Dezember 2017 in Saas-Fee und am 13. März 2018 in Wildhaus-Alt St. Johann.

## Erfolge

### Grasski
Weltmeisterschaften
- Dizin 2005: 1. Slalom, 1. Kombination, 3. Riesenslalom, 3. Super-G
- Olešnice v Orlických horách 2007: 1. Slalom, 1. Riesenslalom, 1. Super-G, 1. Super-Kombination

Juniorenweltmeisterschaften
- Nové Město na Moravě 2005: 1. Riesenslalom, 1. Super-G, 2. Slalom, 2. Kombination
- Horní Lhota u Ostravy 2006: 1. Slalom, 1. Super-G, 1. Kombination, 2. Riesenslalom
- Welschnofen 2007: 1. Slalom, 1. Super-G, 1. Super-Kombination

Weltcup
- Saison 2005: 03. Gesamtrang
- Saison 2006: 10. Gesamtrang
- Saison 2007: 08. Gesamtrang
- Drei Siege und fünf zweite Plätze

### Ski Alpin
Weltcup
- 1 Podestplatz bei Mannschaftswettbewerben

Juniorenweltmeisterschaften
- Altenmarkt 2007: 22. Super-G, 43. Abfahrt
- Formigal 2008: 15. Abfahrt, 44. Super-G
- Garmisch-Partenkirchen 2009: 14. Abfahrt, 15. Super-G, 16. Riesenslalom
- Mont Blanc 2010: 4. Kombination, 8. Riesenslalom, 19. Abfahrt, 20. Slalom, 21. Super-G

Europacup
- 2 Podestplätze

Weitere Erfolge
- 3 Podestplätze im Nor-Am Cup
- 8 Siege in FIS-Rennen